# Styphlomerus collarti
Styphlomerus collarti é uma espécie de carabídeo da tribo Brachinini, com distribuição restrita à República Democrática do Congo.